# القطاع المصرفي في ليبيا
يعتبر القطاع المصرفي المكون الرئيسي للقطاع المالي بالدولة الليبية حيث يمثل ما نسبته 90% من القطاع المالي.

## هيكل القطاع المصرفي في ليبيا
يتكون القطاع المصرفي في ليبيا من:

### المصارف التجارية المحلية
- مصرف الجمهورية: ملكية عامة 86.6% والباقي قطاع خاص.
- المصرف التجاري الوطني: ملكية عامة 85.6% والباقي قطاع خاص.
- مصرف الوحدة: ملكية عامة 54% ملكية عامة والباقي قطاع خاص.
- مصرف الصحارى: ملكية عامة 59% والباقي قطاع خاص.
- وحدة الدينار الليبي التابعة للمصرف الليبي الخارجي: ملكية عامة 100%.
- مصرف التجارة والتنمية: ملكية عامة 17% والباقي قطاع خاص.
- مصرف الوفاء: ملكية عامة 0.65% والباقي قطاع خاص.
- مصرف المتوسط: ملكية خاصة 100%.
- مصرف الإجماع العربي: ملكية خاصة 100%.
- مصرف المتحد للتجارة والاستثمار: ملكية عامة 3% والباقي ملكية خاصة.
- مصرف الأمان: ملكية خاصة 100%.
- مصرف الواحة: ملكية عامة 100%.
- مصرف شمال أفريقيا: ملكية عامة 82% والباقي قطاع خاص.
- المصرف الإسلامي الليبي: ملكية خاصة 100%.
- مصرف النوران: ملكية خاصة 100%.
- مصرف الخليج الأول: ملكية عامة 50% والباقي قطاع خاص.
- مصرف السراي: ملكية خاصة 100%.
- المصرف التجاري العربي: ملكية خاصة 100%.

### المصارف المتخصصة
- المصرف الزراعي.
- المصرف الريفي.
- مصرف الإدخار والاستثمار العقاري.
- مصرف التنمية.

### المصارف العربية العاملة في ليبيا
- بنك تونس العربي الوطني.
- البنك المغربي للتجارة والتنمية.
- بنك بيرايوس (مصر).
- بنك تونس العالمي.
- مجموعة البركة المصرفية (البحرين).
- بنك قناة السويس.
- بنك التجاري وفابنك المغربي.
- بنك الاستثمار العربي الأردني.
- بنك التجارة العربي البريطاني.
- بنك الإسكان الأردني.
- المصرف العربي للاستثمار والتجارة.
- المؤسسة العربية المصرفية (البحرين).

### المصارف الأجنبية العاملة في ليبيا
- مكتب تمثيل بنك Credit Uni.
- مكتب تمثيل كوميرز بنك الألماني.
- مكتب تمثيل بنك كاليون للتمويل والاستثمار.
- مكتب تمثيل بنك باواق النمساوي.
- مكتب تمثيل بنك فاليتا المالطي.
- مكتب تمثيل البنك العربي الإيطالي يوباي

## روابط خارجية
- مصرف ليبيا المركزي - طرابلس.
- مصرف ليبيا المركزي - البيضاء.